# Čebín (przystanek kolejowy)
Čebín – przystanek kolejowy w miejscowości Čebín, w kraju południowomorawskim, w Czechach. Znajduje się na wysokości 260 m n.p.m..
Jest zarządzany przez Správę železnic. Na przystanku istnieje możliwości zakupu biletów i rezerwacji miejsc.

## Linie kolejowe
- 250 Havlíčkův Brod - Brno - Kúty